# Dai-Gohonzon

Dai Gohonzon, é uma mandala com inscrições em sânscrito e caracteres chineses em uma prancha, é o objeto de devoção de budistas Nichiren Daishonin. Dai significa "grande" ou "supremo", enquanto Gohonzon significa "objeto de devoção." A mandala é composta principalmente os nomes de vários budas, bodhisattvas, divindades budistas e mestres budistas. 

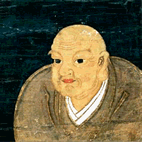
Nitiren.

Nitiren Daishonin estabeleceu seu budismo em 28 de abril de 1253 com a recitação do Nam-myoho-rengue-kyo pela primeira vez. Com esse ato, ele revelou às pessoas a chave para atingirem a mesma condição de vida iluminada a que ele havia chegado. Porém, ao mesmo tempo, despertou a ira de líderes religiosos e governamentais, atraindo para si grandes perseguições.
A Perseguição de Tatsunokuti, ocorrida em 12 de setembro de 1271, foi um acontecimento de extrema importância por ter sido o momento em que Daishonin, escapando por pouco de ser decapitado, “abandona a identidade transitória e revela a verdadeira” (hosshaku kempon), ou seja, a partir desse evento, ele assume a identidade de Buda Original dos Últimos Dias da Lei. Foi desse momento em diante também que ele passou a inscrever o Gohonzon a alguns de seus discípulos, possibilitando-os a se relacionarem de forma direta com a Lei. 
Com base em trechos das próprias cartas (Gosho) escritas por Daishonin, entre esses discípulos que receberam o Gohonzon inscrito por ele estão Nitinyo, que segundo algumas fontes teria sido esposa de Ikegami Munenaka, o mais velho dos irmãos Ikegami, e filha da Dama Matsuno. 
Na carta escrita em 23 de agosto de 1277, no Monte Minobu, Daishonin dedica as seguintes palavras a Nitinyo: 
“Uma mulher como a senhora, que serve a tal esplêndido Gohonzon, convida a felicidade nesta vida. Em sua próxima existência, o Gohonzon permanecerá próximo à senhora, diante e atrás, em sua esquerda e direita. Será como uma lanterna num local de escuridão completa, ou um guia que nunca falha numa escarpada e perigosa passagem da montanha. Onde quer que vá, seja longe ou próximo, o Gohonzon a envolverá e a protegerá. (...) Nunca procure o Gohonzon em outros lugares. Ele somente pode habitar o coração das pessoas comuns como nós, que abraçam o Sutra de Lótus e recitam o Nam-myoho-rengue-kyo.”
Sairembo Nitijo foi outro discípulo a quem Daishonin provavelmente concedeu o Gohonzon. Na carta endereçada a ele, datada de 17 de maio de 1273, Daishonin diz: “Creia no Gohonzon, o maior objeto de devoção do mundo. Empenhe-se destemidamente em criar uma fé suficientemente forte para receber a proteção de Sakyamuni, Taho e todos os outros budas.”
Daishonin descreve a grandiosidade do Gohonzon a Myoshin-ama em uma carta datada de 25 de agosto de 1275. Nela, ele concede o supremo objeto de devoção a essa seguidora para a proteção de seu filho. Daishonin diz: “Recebi seus vários oferecimentos. Estou lhe confiando o Gohonzon para a proteção de sua criança. Este Gohonzon é o coração do Sutra de Lótus e os olhos de todas as escrituras. É como o Sol e a Lua no céu, um poderoso governante na Terra, o coração de um ser humano, a jóia da concessão dos desejos entre os muitos tesouros e o pilar de uma casa.
“Quando se abraça este mandala, todos os budas e deuses juntam-se ao redor da pessoa, acompanham-na dia e noite, como os guerreiros guardam seu soberano, como os pais amam seus filhos, como os peixes precisam da água, como as árvores e plantas anseiam por chuva, ou como os pássaros dependem das árvores. Deve confiar nele com todo o seu coração.”
Em uma outra carta escrita em 15 de agosto de 1273, quando encontrava-se exilado na Ilha de Sado, Daishonin dedica as seguintes palavras a Shijo Kingo e sua esposa Nitiguennyo, embora fosse endereçada à filha do casal, Kyo’o: “O Gohonzon que enviei há algum tempo deve ser conservado sem tirá-lo do corpo mesmo por um instante sequer. Este Gohonzon nunca foi conhecido, muito menos inscrito, por alguém nos Primeiros ou Médios Dias da Lei. Dizem que o leão, o rei dos animais, avança três passos e então concentra todas as suas energias para saltar, desprendendo a mesma força quando apanha uma diminuta formiga ou ataca ferozes animais. Ao inscrever este Gohonzon para a sua proteção, Nitiren é igual ao rei leão. Creia neste Gohonzon com todo o seu coração. O Nam-myoho-rengue-kyo é como o rugido de um leão. Que doença pode, portanto, ser um obstáculo?”
A uma outra seguidora sua, Ni Ama, Daishonin endereçou uma carta datada de 16 de fevereiro de 1275, na qual diz: “A senhora pediu-me para inscrever o Gohonzon para O-Ama Gozen [sogra de Ni-Ama]. Este Gohonzon jamais foi inscrito por nenhum dos muitos estudiosos budistas que viajaram da Índia à China ou pelos bonzos que viajaram da China à Índia. Todos os objetos de devoção já consagrados nos templos em toda a Índia estão descritos, sem exceção, no Registro das Regiões Ocidentais, A Vida de Hsuan-chang e Registro da Transmissão da Luz, e este Gohonzon não está incluído entre eles. (...) A senhora é do mesmo clã de O-ama Gozen, mas sua fé é mais profunda. Como a senhora enviou-me doações com freqüência, tanto em Sado como aqui em Minobu, e como sua fé parece não diminuir, eu lhe concederei o Gohonzon. Mas ainda me preocupo se a senhora conservará sua fé até o fim, e sinto como se estivesse caminhando sobre uma camada fina de gelo ou encarando uma espada desembainhada. Eu lhe escreverei novamente com mais detalhes.”
Essas cartas, juntamente com os tratados “Abertura dos Olhos”, escrito em fevereiro de 1272 para Shijo Kingo, quando Daishonin encontrava-se na Ilha de Sado; e “O objeto de devoção para a observação da mente estabelecido no quinto período de quinhentos anos após o falecimento do Buda”, datado de 26 de abril de 1273 e endereçado a Toki Jonin, são registros de sua infinita benevolência por seus discípulos. Foi com o mais sincero desejo de possibilitar a essas pessoas, que passavam por sérias dificuldades e grandes sofrimentos, a atingirem a iluminação ou a felicidade absoluta, que ele concedeu-lhes o Gohonzon. 
Na época, a nação japonesa vivia assolada por terremotos, pestes, epidemias, secas prolongadas, escassez de alimentos e conflitos armados. Esse caos, alertava Daishonin, devia-se à crença cega em religiões desencaminhadoras e errôneas. 
Daishonin não poderia permanecer indiferente ao sofrimento de tantas pessoas. O que mais poderia fazer por elas? Esse pensamento deve ter ocupado dia e noite sua mente até a chegada do tempo certo — o momento do cumprimento de seu advento neste mundo. 
A Perseguição de Atsuhara marcou a chegada desse tempo. Em 21 de setembro de 1279, vinte camponeses foram presos e três deles decapitados por se recusarem a abandonar a fé no Budismo de Nitiren Daishonin. Vendo a atitude destemida de seus discípulos nesse confronto direto, chegando ao ponto de darem a própria vida em defesa da Lei, Daishonin inscreve o Dai-Gohonzon, o supremo objeto de devoção, para toda a humanidade em 12 de outubro de 1279.